# دریاچه دوکان
دریاچه دوکان بزرگ‌ترین دریاچهٔ منطقهٔ کردستان عراق است و از جلوه‌های طبیعی این منطقه به‌شمار می‌رود.
این دریاچه که از رودخانه زاب کوچک تغذیه می‌شود در نزدیکی مرز ایران و در روبروی منطقه سردشت استان آذربایجان غربی قرار گرفته‌است.
جاده سردشت به اربیل از کنار این دریاچه می‌گذرد.
شهرهای واقع در پیرامون این دریاچه عبارت‌اند از شهر دوکان، رانیه و ناودشت (سنگه‌سر). از روستاهای پیرامون آن می‌توان از جلی، قصروک، خرابه و میرکه نام برد.